# Kempinski Hotel Corvinus
A Kempinski Hotel Corvinus Budapest ötcsillagos luxusszálloda, a Kempinski csoport tagja. A szálloda a belvárosban, az V. kerületben, az Erzsébet tér 7–8. alatt található, közel a Deák Ferenc térhez, a Duna-parthoz, a Szent István-bazilikához, a Lánchídhoz, az egykori brit nagykövetség mellett. Telkén – az egykori kereskedő- és lakóházak helyén – az 1970-es évek végéig az ÁÉV–METRÓBER felvonulási területe éktelenkedett a metróépítésekhez szükséges barakképületekkel és betonkeverő teleppel, majd felszíni autóparkolót alakítottak ki, amely 1978 és 1988 között, a szálloda alapozásának kezdetéig üzemelt.
A Kempinski Hotel Corvinus 1992-ben nyílt meg, Grand Hotel Corvinus Kempinski Budapest néven. A C alakú épület Finta József tervei alapján készült. A belváros szívében fekvő épületet szállodának építették, helyet adva 315 szobának, 38 lakosztálynak, 1238 négyzetméteren konferencia- és rendezvénytermeknek, éttermeknek, bároknak, Kempinski The Spa-nak, szépségszalonnak és üzleteknek.
A szálloda névadója Mátyás király. A Kempinski Hotel Corvinus kortárs magyar műalkotások saját gyűjteményével rendelkezik, emellett a Kempinski Galéria teret ad a kortárs magyar művészek műveinek.

## Tulajdonos
A szálloda közvetlen tulajdonosa a Kempinski Hotel Budapest Zrt., mely a Corvin S.A. 90%-os, a Kempinski Hotels S.A. 5,2% - os és a Rolaco Holding S.A. 4,8%-os tulajdona. A Kempinski AG, mely a Kempinski Hotel S.A. 100%-os tulajdonosa, többségi tulajdonosa egy bahreini befektetőcsoport (Prince Khalifa bin Salman Al Khalifa Bahrein miniszterelnöke is  ide tartozik), és kisebbségi tulajdonosa a Thai uralkodói család. 

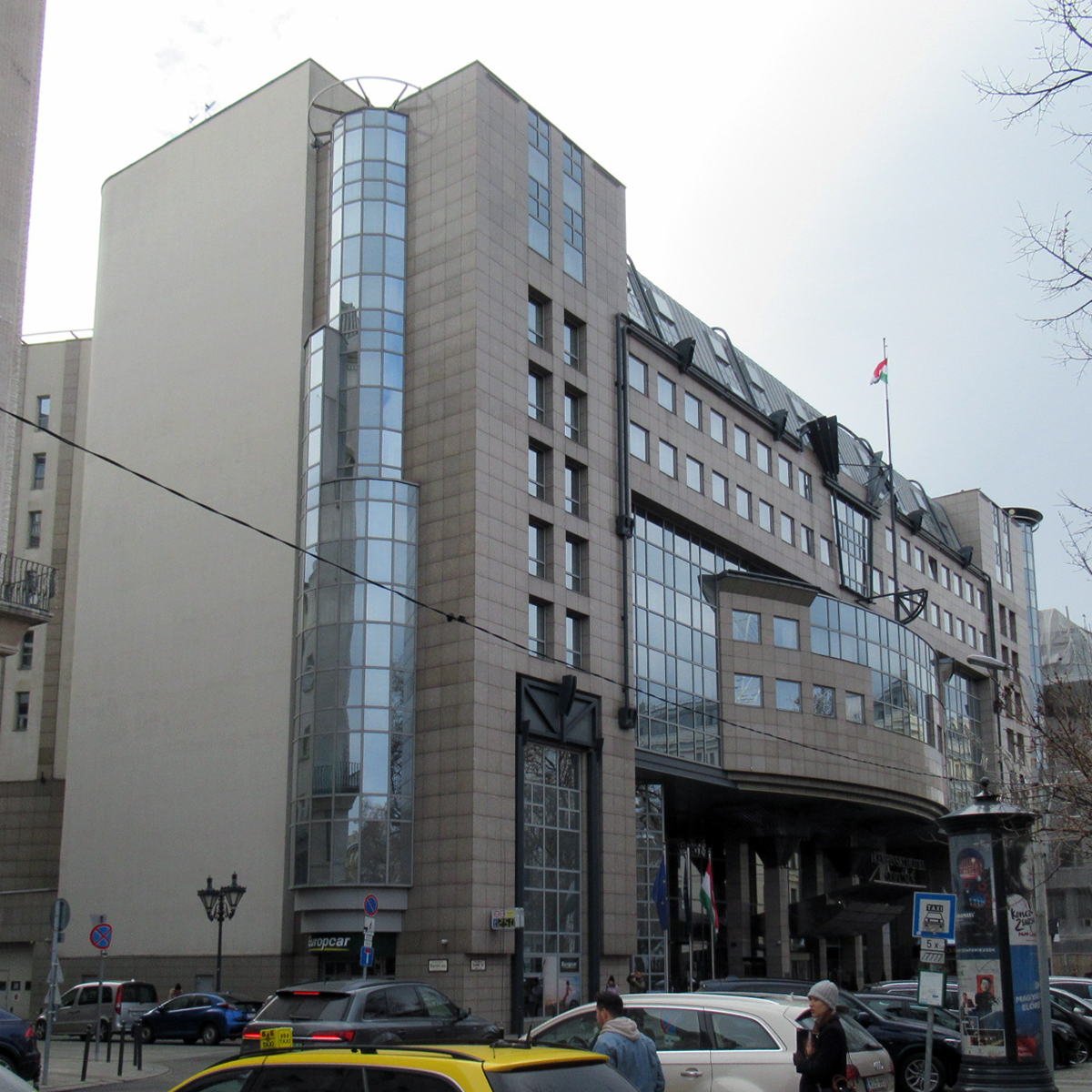

## Igazgatói
- Peter J. Leitgeb 1992–1994
- Willi Dietz 1994–1997
- Stephan Interthal 1997–2006
- Henri Blin 2006–2007
- Marcus van der Wal 2007–2011
- Emile Bootsma 2011–2014
- Stephan Interthal 2014–